# Боваліно
Боваліно (італ. Bovalino, сиц. Bovalinu) — муніципалітет в Італії, у регіоні Калабрія,  метрополійне місто Реджо-Калабрія‎.
Боваліно розташоване на відстані близько 530 км на південний схід від Рима, 95 км на південний захід від Катандзаро, 45 км на схід від Реджо-Калабрії.
Населення — 8945 осіб (2014).
Щорічний фестиваль відбувається 2 квітня. Покровитель — San Francesco di Paola.

## Демографія
Населення за роками:

Станом на 1 січня 2023 року в муніципалітеті офіційно проживало 599 іноземців з 22 країн, серед них 138 громадян країн Євросоюзу та 51 громадянин України.

## Сусідні муніципалітети
- Ардоре
- Бенестаре
- Б'янко
- Казіньяна
- Сан-Лука